# Gouvernorat d'Ibb
Le gouvernorat d'Ibb (en arabe : إب Ibb) est un gouvernorat du Yémen, situé dans le sud de l'intérieur du pays. Il est limitrophe du Gouvernorat de Ta'izz au sud-ouest, du gouvernorat d'Ad Dali' au sud, du Gouvernorat de Dhamar au nord, et sur une plus courte distance du gouvernorat d'Al Bayda' à l'est et du Gouvernorat d'al-Hodeïda à l'ouest.
Sa superficie est de 5 344 km2 et sa population est estimée à environ 1 665 000 habitants en 2004, ce qui en fait la région la plus densément peuplée du Yémen en dehors de la capitale Sanaa.
Sa capitale, Ibb, et Jibla ou Jiblah, sont des villes historiquement importantes. 

## Géographie et économie

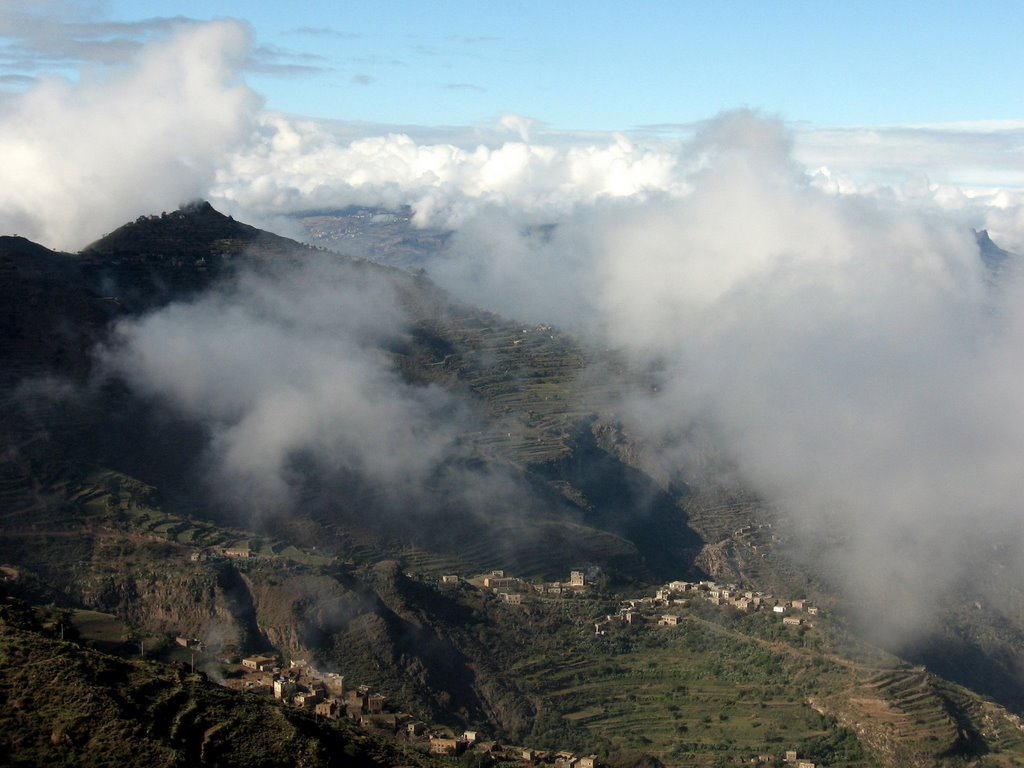
Paysage du gouvernorat d'Ibb.

Le gouvernorat d'Ibb est situé sur le côté sud-ouest des montagnes et hauts plateaux de l'intérieur yéménite, avec une descente spectaculaire sur la ville de Ta'izz et le littoral de la Tihama. Le Djebel Sabir 3 070 m domine les plaines du sud du pays.
Grâce à la mousson de sud ouest, d'avril à octobre, la région est la plus arrosée du Yémen et d'Arabie, entre 1000 et 1500 mm/an, soit environ 100 mm/mois en dehors de l'hiver (novembre-février). Les températures sont chaudes, avec une moyenne d'environ 30 °C dans la journée, mais les nuits sont assez fraîches.
La pluviométrie abondante explique sa réputation de province fertile. Presque tout le gouvernorat, en dehors des villes, est cultivé malgré le terrain escarpé. La variété des cultures est importante pour une si petite zone, on cultive notamment : 
- le qat, ou khat,
- le blé, l'orge, le sésame et le sorgho.

Des systèmes sophistiqués de gestion et de stockage de l'eau de la saison des pluies permettent des cultures supplémentaires en saison sèche. Cette agriculture performante permet à la région de supporter une population extrêmement dense en milieu rural, avec des densités allant jusqu'à 500 personnes/km², dans les zones les plus arrosées.

## Histoire récente
Dans les années 2000, le gouvernorat d'Ibb a été le théâtre de nombreuses manifestations contre les politiques gouvernementales. Pendant la guerre civile yéménite, il est passé sous le contrôle du gouvernement des Houthis.

## Population
Au recensement de 1994, la population du gouvernorat d'Ibb atteignait 1 665 054 habitants, et le nombre d'émigrants était de 192 222, principalement vers l'Arabie saoudite et les États-Unis.
Les habitants de cette région ont les mêmes caractéristiques sociales que le reste de la population yéménite. 
Cependant, leur emploi diffère d'une zone ou d'un quartier à l'autre, selon les caractéristiques géographiques et agricoles. 
La majorité de la population active (70 %) est agricole.

## Districts
- Al Dhihar
- Al Makhadir
- Al Mashannah
- Al Qafr
- Al Udayn
- An Nadirah
- Ar Radmah
- As Sabrah
- As Saddah
- As Sayyani
- Ash Sha'ir
- Ba'dan
- Dhi As
- Far Al
- Hazm Al
- Hubaysh
- Ibb
- Jibla
- Mudhaykhirah
- Yarim